# Chiesa di San Bartolomeo (Imperia)
La chiesa di San Bartolomeo è un luogo di culto cattolico situata nella frazione di Caramagna nel comune di Imperia.

## Storia
La chiesa nelle sue forme attuali risale al XVII secolo. Opera di maestranze locali, l’edificio è situato sulla piazzetta nel centro dell’antico borgo e, con ogni probabilità, le sue fondazioni insistono sui resti dell’antico monastero benedettino medievale.

## Architettura
La chiesa presenta un’alta facciata barocca, a due ordini sovrapposti divisi da un alto cornicione. Nell’ordine inferiore la facciata è mossa da due coppie di lesene con capitelli a festoni e presenta un ricco apparato decorativo a stucco e una campitura a colore pastello verde e rosa. 
Al centro dell’ordine superiore è una finestra lobata in asse con il sottostante portale di accesso Due salienti con volute accompagnano il timpano curvilineo del fastigio. 

La lunetta sopra il portale ospita una scultura dedicata al martirio del Santo. 
Il portale di accesso, preceduto da tre scalini,  ha una porta scolpita ripartita in quattro campi, che mostra a sinistra La Vergine con il Bambino, a destra il martirio di San Bartolomeo e sopra due angeli.
L’interno, ad unica aula rettangolare con volta a botte, è riccamente decorato a stucco.
L’abside riceve ulteriore luce da due finestre laterali; al centro del presbiterio è un bell’altare barocco in scagliola.
Il campanile, decorato da archetti marcapiano, termina con una cuspide ottagonale.
L'edificio è censito nel Catalogo generale dei beni culturali.